# Коробка (Чечерский район)
Коробка (бел. Коробка) — посёлок в Оторском сельсовете Чечерского района Гомельской области Беларуси.

## География

### Расположение
В 5 км на север от Чечерска, 42 км от железнодорожной станции Буда-Кошелёвская (на линии Гомель — Жлобин), 70 км от Гомеля.

### Гидрография
На западе и юге мелиоративные каналы, соединённые с рекой Чечора (приток реки Сож).

## Транспортная сеть
На автодороге Корма — Чечерск. Застроен деревянными усадьбами.

## История
Основан в начале XX века переселенцами из соседних деревень. В 1926 году в Ипполитовском сельсовете Чечерского района Гомельского округа. В 1930 году организован колхоз. 11 жителей погибли на фронтах Великой Отечественной войны. Согласно переписи 1959 года в составе колхоза «50 лет БССР» (центр — деревня Отор).

## Население

### Численность
- 2004 год — 2 хозяйства, 2 жителя.

### Динамика
- 1926 год — 13 дворов, 86 жителей.
- 1959 год — 78 жителей (согласно переписи).
- 2004 год — 2 хозяйства, 2 жителя.